# Grayware
Grayware je souhrnné označení pro software, který záměrně obtěžuje, například dialery, spyware a adware. Oproti klasickým počítačovým virům se grayware nesoustředí na přímé páchání škod (například v podobě mazání dat), ani automaticky nekopíruje sebe sama, ale obtěžuje uživatele jinými cestami – například vyskakovacími (pop-up) okny s všudypřítomnou nechtěnou reklamou, nebo dokonce pokusy o krádež identity.